# Колачки
Кола́чки (пол. kołaczki, словац. koláče, чеш. kolach) — это распространнёный вид рождественского песочного печенья в некоторых странах Европы (Чехии, Словакии, Польше), где в каждой стране свой уникальный рецепт этого печенья. Колачки — песочное печенье с джемом, свернутое в конвертик. Существует много версий о происхождении этой выпечки, но самая популярная говорит о том, что оно впервые появилось в Польше. Колачки могут быть круглой, квадратной или ромбовидной формы, а тесто — слоёным или дрожжевым. Здесь на сайте предложен польский вариант этой выпечки.

## Приготовление
Колачки — это печенье, имеющее чаще всего начинку из повидла или же джема, которое в Польше раньше традиционно готовили на Рождество, а теперь его можно испечь или купить, когда захочется. Оно очень популярно в Чехии, Хорватии, Словакии. Правда, в каждом из этих регионов земного шара существуют свои особенности в его приготовлении.
Польские колачки делаются в форме полуконвертов, из которых радостно выглядывает начинка. Хотя тесто для сих изделий не содержит большого количества компонентов в своём составе (например, в рецепте понадобятся только четыре ингредиента: сыр кисломолочный, соль, пшеничная мука и масло сливочное), сами печенья получаются нежными.
Одна из особенностей приготовления колачек заключается в том, что тесто обязательно должно вылежаться в холодильнике минимум пять часов (а ещё лучше — восемь). Поэтому опытные польские хозяйки замешивают тесто для них с вечера, а за выпечку берутся утром.
Компоненты:

Основные: мука пшеничная, сливочное масло, ванилин, соль, сахар, джем, творог домашний (творожный сыр или крем-чиз в оригинальном рецепте)
Возможные: сахарная пудра, мармелад, орехи, ягоды.
Время приготовления: 30 мин.

## Этимология
Кола́чики, кола́чки, кола́чникъ, кола́чъ см. калачъ.
Происходит от праслав., от которого в числе прочего произошли: др.-русск. колачь (Домостр.), укр. кола́ч, болг. кола́ч «каравай», сербохорв. ко̀лач (род. п. кола́ча), словенск., чакавск. koláč, чешск., словацк. koláč «пирог», польск. kołacz «пшеничная лепёшка, калач», в.-луж. kołač, н.-луж. kołac. Судя по круглой форме, произведено от *kolo (см.колесо).

## История
Вид выпечки, которая популярна в Центральной и Восточной Европе, которая по традиции предназначена для свадебной церемонии. Польские колачки по традиции пекутся на Рождество и часто на выходные дни, но сегодня их едят круглый год. В качестве начинки принято использовать по оригинальному рецепту любое повидло или джем, также часто добавляют свежие ягоды, орехи или заменяют джем на любой вид варенья. Также оригинальность польского варианта рецепта в том, что в этой стране стали добавлять в тесто мягкий сыр, что сделало печенье нежнее и вкуснее. Колачки принято подавать к чаю (реже — к кофе).